# Kanton Saint-Pierre-de-Chignac
Kanton Saint-Pierre-de-Chignac (francouzsky Canton de Saint-Pierre-de-Chignac) je francouzský kanton v departementu Dordogne v regionu Akvitánie. Tvoří ho 15 obcí.

## Obce kantonu
- Atur
- Bassillac
- Blis-et-Born
- Boulazac
- La Douze
- Eyliac
- Marsaneix
- Milhac-d'Auberoche
- Notre-Dame-de-Sanilhac
- Saint-Antoine-d'Auberoche
- Saint-Crépin-d'Auberoche
- Sainte-Marie-de-Chignac
- Saint-Geyrac
- Saint-Laurent-sur-Manoire
- Saint-Pierre-de-Chignac